# The Lawrence Welk Show
The Lawrence Welk Show era un programma televisivo statunitense di varietà creato e condotto dal musicista, direttore d'orchestra e conduttore televisivo Lawrence Welk, affiancato, in due cicli, da altrettanti presentatori: Lou Crosby e Bob Warren. La trasmissione, data dal 1951 al 1955 su una rete televisiva locale californiana, passò da quell'anno al network televisivo nazionale ABC per andare in onda fino al 1982, dopo una prima serie terminata nel 1971. È stato poi replicato in tempi recenti dalla PBS.
Il varietà - irradiato in bianco e nero fino alla stagione 1964-1965 e a colori dalla quella successiva - è servito come trampolino di lancio per diversi artisti che hanno acquisito in seguito fama internazionale, come la cantante di musica latina di origine messicana Anacani Echevarria.
La sua versione di Calcutta! raggiunge la prima posizione nella Billboard Hot 100 per due settimane nel 1961.
Secondo una poco felice previsione del magazine USA TV Guide, lo show - fatto debuttare sulle reti ABC il 2 luglio 1955 come programma di rimpiazzo all'interno della programmazione estiva - non era destinato ad andare oltre le brume dell'autunno. Mai previsione si rivelò meno azzeccata poiché lo show andò in onda da quell'estate per altri ventisette anni consecutivi, chiudendo con un'ultima puntata il 17 aprile 1982.
Dal 1971, comunque, il programma lasciò il colosso ABC per essere prodotto con la formula della syndication.

## Storia
Nel 1951 Lawrence Welk, dopo aver svolto fin dagli anni venti attività di musicista come suonatore di accordéon e bandleader di big band, si stabilì a Los Angeles, iniziando nello stesso anno a produrre The Lawrence Welk Show per la rete losangelina KTLA.
Le riprese televisive avvenivano dalla Aragon Ballroom di Venice Beach. Acquisita notorietà sul piano locale, nella primavera del 1955, la trasmissione venne acquisita dal network televisivo ABC.
Quando nel 1971 la programmazione della ABC decise di interrompere la trasmissione, Welk formò una propria compagnia di produzione per continuare a trasmettere il programma in syndication su stazioni indipendenti, spesso durante orari non di prime time, anche su stazioni affiliate alla ABC. Le trasmissioni poterono così proseguire fino al 1982.
In principio il programma era titolato Dodge Dancing Party, titolo che mantenne dal 1955 al 1959. Fra il 1956 e il 1959, Welk andò in onda due sere alla settimane. Il programma fu poi suddiviso in due sottoprogrammi, il Lawrence Welk's Top Tunes and New Talent Show, fra il 1956 e il 1958, e il Lawrence Welk's Plymouth Show, in omaggio allo sponsor (la Chrysler vehicle, nella stagione 1958-1959. Dalla stagione televisiva successiva 1959-1960 i due programmi furono fusi nel The Lawrence Welk Show.
Per ventitré dei ventisette anni in cui fu trasmessa, la trasmissione venne registrata al ABC Television Center West di Hollywood, California. Le uniche quattro stagioni trasmesse da altra sede furono quelle 1965-66 e 1976-77 registrate all'Hollywood Palace e quelle dal 1977 al 1977 irradiate dalla CBS Television City.
Gli sponsor primari del The Lawrence Welk Show furono la casa automobilistica Dodge, poi seguita dalla J. B. Williams produttrice del Geritol (un prodotto vitaminico additivato con sostanze minerali supplementari), il Sominex (pillole tranquillanti che favorivano il sonno), l'Aqua Velva (noto dopobarba) e il lassativo Serutan. Per qualche tempo furono sponsor associati la Universal Appliances, la Polident, l'Ocean Spray e la Sinclair Oil.

## La "bubble machine"
Durante il primo anno di programmazione, l'ora dedicata allo show di Welk servì soprattutto, fra uno sketch ed una canzone, per provare nuove strade anche sul piano scenografico: per rendere in maniera visiva il senso della tagline dello spettacolo - lo Champagne Music (come veniva definito il genere musicale praticato dalle orchestre dirette da Welk) - i tecnici della produzione idearono una macchina bollicine in grado di diffondere per lo studio bolle di sapone che investissero l'orchestra simulando appunto l'effetto effervescente della celebre bevanda. Il tutto accompagnato dal saltare del tappo da una bottiglia del vino spumante.
Ogni qualvolta l'orchestra accennava ad un motivo a tempo di polka o valzer, lo stesso Welk accennava qualche passo di danza con la vocalist di turno, detta Champagne Lady. La prima delle quali fu Jayne Walton Rosen (all'anagrafe Dorothy Jayne Flanagan), che lasciò lo show alla prima gravidanza. Tornò tuttavia come guest star per interpretare motivi di musica latina particolarmente apprezzati dal pubblico al pari di taluni altri eseguiti da Rocky Rockwell.
Durante gli spettacoli, Welk riservava uno spazio musicale per se stesso come artista solista all'accordéon. Queste esibizioni, spesso estemporanee e accolte dalle bolle sparate dalla bubble machine, avevano talvolta un esito esilarante e venivano commentate in diretta e con ironia dall'autore satirico Stan Freberg in una rubrica intitolata Wunnerful, Wunnerful!.
La cosa non dovette fare molto piacere al patron-conduttore che, dalla stagione seguente ridusse i suoi interventi all'accordéon, disponendo anche un minore impiego della bubble machine. Non mancò mai di biasimare gli interventi di Freberg, che raccontò di ciò nella sua autobiografia.
Lo spettacolo di Welk aveva come scopo primario la programmazione di note canzoni in voga negli anni precedenti e tali da agevolare ascolti nell'audience a buon target pubblicitario.

## L'amore per il jazz "caldo"
Raramente, nei primi anni in cui si svolse, lo show trasmise motivi presenti nelle classifiche di vendita dei dischi dell'anno in corso. Salvo quale rara eccezione, come accaduto l'8 dicembre 1956 con Nuttin' for Christmas, divenuto un mezzo di lancio per Rocky Rockwell, in veste da bambino, e il brano di Elvis Presley Don't Be Cruel, suonato dal violinista Bob Lido, vestito secondo il Presley-style.
Welk, comunque, non perse mai l'affetto per il jazz caldo da lui suonato fin dagli anni venti, secondo lo stile Dixieland che, quando era programmato, lo vedeva tornare alla direzione orchestrale.
Il tipo di musica al The Lawrence Welk Show era piuttosto tradizionale, per non dire conservatore, basato essenzialmente su standard musicali, prettamente eseguiti a ritmo di polka; insomma, brani buoni per un ascolto di genere familiare. Una formula che ha consentito allo show di Lawrence Welk di restare in auge per trentuno anni, ovvero fino al 1981 e se si considerano le stagioni di lancio iniziate nel 1951.

## Recupero dei diritti
I diritti sullo show di Lawrence Welk sono stati acquisiti nel 1986 dall'Oklahoma Educational Television Authority (OETA), membro del network Public Broadcasting Service. Per prima cosa, per favorire la conoscenza da parte delle nuove generazioni del popolare spettacolo di intrattenimento, è stato realizzato un film documentario, titolato Lawrence Welk: Television's Music Man e presentato da Kathy Lennon delle Lennon Sisters, uno dei gruppi vocali ospiti fissi dello show.
Il film costituisce una sorta di retrospettiva della vita e della carriera di Welk, di cui vengono mostrate interviste con esponenti della musical family alternate a momenti dello show. Il documentario continua ad essere irradiato, in forma ristrutturata, da diverse stazioni della televisione pubblica statunitense. Welk ha continuato a registrare, fino a poco prima della morte, segmenti aggiuntivi del film commemorativo della sua trasmissione.
Le repliche del documentario sono proseguite con ulteriori aggiornamenti apportati da membri sopravvissuti del cast originale, spesso con programmazione nella fascia preserale del sabato, la medesima in cui veniva irradiata la serie originale dello show.

## Speciale in DVD
La società detentrice dei diritti sulle registrazioni televisive dello show, la OETA, non ha in programma la distribuzione su DVD delle serie che si sono succedute negli anni. Sul medesimo tipo di supporto sono tuttavia disponibili alcuni speciali della Welk Musical Family acquisibili dietro donazione in occasione delle repliche in programma nelle stazioni della rete pubblica PBS.
Questi i titoli degli speciali
- 1991 – A Champagne Toast to the Big Bands
- 1992 – The Lennon Sisters: Easy to Remember
- 1993 – From the Heart: A Tribute to Lawrence Welk and the American Dream
- 1994 – The Lawrence Welk Holiday Special: Great Moments & Memories
- 1995 – Lawrence Welk: Then & Now
- 1995 – A Lawrence Welk Family Christmas
- 1997 – From Lawrence Welk: To America With Love
- 1998 – Lawrence Welk's Favorite Holidays
- 1999 – Lawrence Welk's Songs of Faith
- 2000 – Lawrence Welk Milestones & Memories
- 2003 – Lawrence Welk: God Bless America
- 2005 – Lawrence Welk Precious Memories
- 2007 - Lawrence Welk's TV Treasures

## Cantanti ed artisti vari
- Myron Floren, all'accordéeon e assistente del conduttore (1955-1982)
- Jo Ann Castle, pianista ragtime (1959-1969)
- Lynn Anderson, cantante (1967-1968)
- The Lennon Sisters, cantanti (1955-1968)
- Norma Zimmer, cantante e Champagne Lady (1960-1982)
- Arthur Duncan, ballerino di tip tap (1964-1982)
- Jack Imel, percussioni e ballerino di tip tap (1957-1982)
- Larry Hooper, cantante e pianista (1955-1969, 1973-1980)
- Barbara Boylan, ballerina (1961-1967, 1979)
- Natalie Nevins, cantante (1965-1969)
- Bobby Burgess, ballerino (1961-1982)
- The Blenders, cantanti (1965-1967)
- Steve Smith, cantante (1965-1969, nei The Blenders nel periodo 1965-1967)
- Ralna English, cantante (1969-1982, con il duo Guy & Ralna)
- Guy Hovis, cantante (1970-1982, con il duo Guy & Ralna)
- Gail Farrell, cantante (1969-1982), nei gruppi Gail, Sandi & Mary Lou e Gail, Ron & Michael)
- Sandi Griffiths, cantante (1968-1980), nei gruppi Sandi & Sally e Gail, Sandi & Mary Lou)
- Sally Flynn, cantante (1968-1972, nel duo Sandi & Sally)
- Mary Lou Metzger, cantante e ballerina di tip tap (1970-1982, nel trio Gail, Sandi & Mary Lou)
- Cissy King, ballerina (1967-1978)
- Tanya Falan Welk, cantante (1967-1977)
- Anacani, cantante (1973-1982)
- Tom Netherton, cantante (1973-1982)
- Jimmy Roberts, cantante (1955-1982)
- Alice Lon, cantante e Champagne Lady (1955-1959)
- Ken Delo, cantante (1969-1982)
- The Semonski Sisters, cantanti (1975-1977)
- Dick Dale, sassofonista e cantante (1955-1982)
- Joe Feeney, cantante (1957-1982)
- The Aldridge Sisters, cantanti (1977-1982)
- The Otwell Twins, cantanti (1977-1982)
- Ava Barber, cantante (1974-1982)
- Kathie Sullivan, cantante (1976-1982)
- Clay Hart, chitarrista e cantante (1969-1975)
- Jim Turner, chitarrista e cantante (1979-1982)
- Ron Anderson, cantante (1980-1982, nel trio Gail, Ron & Michael)
- Michael Redman, cantante (1980-1982, nel trio Gail, Ron & Michael)
- Larry Dean, cantante (1956-1962)
- Maurice Pearson, cantante (1957-1960)
- Andra Willis, cantante (1967-1969)
- Elaine Balden, ballerina (1979-1982, accreditata come Elaine Niverson)
- Curt Ramsey, arrangiatore, trombettista, cantante (1955-1982, interno al Curt Ramsey Quintet)

## L'orchestra
- George Cates, direttore e supervisore delle musiche (1955-1982)
- Buddy Merrill, chitarrista (1955-1974)
- Neil Levang, chitarrista (1959-1982)
- Johnny Klein, batterista (1955-1976)
- Paul Humphrey, batterista (1976-1982)
- Buddy Hayes, basso tuba(1955-1966)
- Buddy Clark, basso tuba(1966-1967)
- Richard Maloof, basso tuba(1967-1982)
- Frank Scott, piano/harpischord (1955-1969)
- Bob Smale, piano (1969-1982)
- Jerry Burke, piano/organo (1955-1965)
- Bob Ralston, piano/organo (1963-1982)
- Big Tiny Little, ragtime piano (1955-1959)
- Pete Fountain, sassofonista/clarinettista (1957-1959)
- Orie Amodeo, sassofono/reeds (1955-1970)
- Bill Page, sassofono/reeds (1955-1965)
- George Aubry, sassofono/reeds (1951-1957)
- Jack Martin, sassofono/reeds (1955-1959)
- Russ Klein, sassofono/reeds (1957-1982)
- Jack Dumont, sassofono/reeds (1959-1962)
- Don Bonnee, sassofono/reeds (1959-1962)
- Mahlon Clark, sassofono/reeds (1962-1968)
- Bob Davis, sassofono/reeds (1965-1982)
- Dave Edwards, sassofono/reeds (1968-1979)
- Skeets Herfurt, sassofono/reeds (1979-1982)
- Peanuts Hucko, sassofono/clarinetto (1970-1972)
- Henry Cuesta, sassofono/clarinetto (1972-1982)
- Bob Lido, violino/performer (1955-1982)
- Dick Kesner, violino(1955-1960)
- Billy Wright, violino(1957-1959)
- Kurt Dieterle, violino(1959-1961)
- Jimmy Getzhoff, violino(1960-1962)
- Harry Hyams, viola (1961-1982)
- Mischa Russell, violino(1962-1964)
- Ambrose Russo, violino(1962-1964)
- Joe Livoti, violino(1962-1982)
- Bobby Bruce, violino(1964-1967)
- Aladdin Pallante, violino/performer (1955-1967)
- Stanley Harris, viola (1959-1960)
- David Pratt, violoncellista (1959-1961)
- Charlotte Harris, violoncellista (1961-1978)
- Ernie Ehrhardt, violoncellista (1978-1982)
- Norman Bailey, tromba (1955-1973)
- Rocky Rockwell, tromba (1955-1962)
- Woody Guidry, tromba (1955-1956)
- Art Depew, tromba (1957-1965)
- George Thow, tromba e addetto alla produzione (1956-1982)
- Warren Luening, tromba (1959-1960)
- Dick Cathcart, tromba (1962-1968)
- Charlie Parlato, tromba (1962-1982)
- Jim Porter, tromba (1965)
- Rubin Zarchy, tromba (1968)
- Ray Linn, tromba (1968-1969)
- Johnny Zell, tromba (1968-1982)
- Mickey McMahan, tromba (1967-1982)
- Laroon Holt, tromba (1973-1982)
- Barney Liddell, trombone (1955-1982)
- Pete Lofthouse, trombone (1955-1965)
- Jimmy Henderson, trombone (1957-1959)
- Kenny Trimble, trombone (1957-1982)
- Bob Havens, trombone (1960-1982)
- Don Staples, trombone (1965-1982)

## Presentatori
- Lou Crosby (1955-1960)
- Bob Warren (1960-1982)